# 秩父季保
秩父 季保（ちちぶ すえやす）は、江戸時代後期の薩摩藩の家老。通称は太郎。
鹿児島城下に生まれる。藩主の島津斉宣に仕えて文化4年（1807年）に家老に任命された。この頃、薩摩藩は藩主・斉宣とその父親で隠居ながら絶大な影響力を誇っていた島津重豪の主導権争いや財政改革問題などがあり、秩父は樺山久言と協力して近思録派を結成して重豪と対立する。秩父は家老職を罷免されて寄合、小番へと降格され、さらには悪石島への遠島とされたが、後に切腹に変更されている。享年36。
秩父の死後、その家は重豪によって改易となり、秩父の墓碑は撤去となった。